# Сан-Роке (Колумбия)
Сан-Роке (исп. San Roque) — город и муниципалитет на севере Колумбии, на территории департамента Антьокия. Входит в состав субрегиона Северо-Восточная Антьокия.

## История
Поселение из которого позднее вырос город было основано 8 февраля 1880 года. Муниципалитет Сан-Роке был выделен в отдельную административную единицу в 1884 году.

## Географическое положение

Муниципалитет Сан-Роке

Город расположен в восточной части департамента, в гористой местности Центральной Кордильеры, на расстоянии приблизительно 60 километров к востоку-северо-востоку (ENE) от Медельина, административного центра департамента. Абсолютная высота — 1555 метров над уровнем моря.

Муниципалитет Сан-Роке граничит на севере с муниципалитетом Йоломбо, на северо-востоке — с муниципалитетом Масео, на востоке — с муниципалитетом Караколи, на юго-востоке — с муниципалитетом Сан-Карлос, на юге — с муниципалитетами Сан-Рафаэль и Алехандрия, на западе — с муниципалитетом Санто-Доминго. Площадь муниципалитета составляет 440,6 км².

## Население
По данным Национального административного департамента статистики Колумбии, совокупная численность населения города и муниципалитета в 2012 году составляла 17 214 человек.
Динамика численности населения муниципалитета по годам:
| 2005   | 2006   | 2007   | 2008   | 2009   | 2010   | 2011   | 2012   |
| ------ | ------ | ------ | ------ | ------ | ------ | ------ | ------ |
| 18 157 | 18 049 | 17 900 | 17 761 | 17 624 | 17 486 | 17 351 | 17 214 |

Согласно данным переписи 2005 года мужчины составляли 50,5 % от населения Сан-Роке, женщины — соответственно 49,5 %. В расовом отношении белые и метисы составляли 99,9 % от населения города; негры, мулаты и райсальцы — 0,1 %.
Уровень грамотности среди всего населения составлял 85,2 %.

## Экономика
Основу экономики Сан-Роке составляют сельскохозяйственное производство и горнодобывающая промышленность.

53,3 % от общего числа городских и муниципальных предприятий составляют предприятия торговой сферы, 25,5 % — предприятия сферы обслуживания, 21 % — промышленные предприятия, 0,2 % — предприятия иных отраслей экономики.